# Harpagifer palliolatus
Harpagifer palliolatus är en fiskart som beskrevs av Richardson, 1845. Harpagifer palliolatus ingår i släktet Harpagifer och familjen Harpagiferidae. Inga underarter finns listade i Catalogue of Life.